# Poropoea stollwerckii
Poropoea stollwerckii är en stekelart som beskrevs av Förster 1851. Poropoea stollwerckii ingår i släktet Poropoea, och familjen hårstrimsteklar. Arten är reproducerande i Sverige.